# Удачненська селищна рада
Уда́чненська се́лищна ра́да — адміністративно-територіальна одиниця та орган місцевого самоврядування у Покровському районі Донецької області. Адміністративний центр — селище міського типу Удачне.

## Загальні відомості
- Населення ради: 2 665 осіб (станом на 2001 рік)

## Населені пункти
Селищній раді підпорядковані населені пункти:
- смт Удачне
- с. Молодецьке
- с. Муравка
- с. Новомиколаївка
- с. Новосергіївка

## Склад ради
Рада складається з 16 депутатів та голови.
- Голова ради: Дугельний Валерій Володимирович
- Секретар ради: Патрикац Наталія Миколаївна

### Керівний склад попередніх скликань
| Прізвище, ім'я, по батькові | Основні відомості                                                        | Дата обрання | Дата звільнення |
| --------------------------- | ------------------------------------------------------------------------ | ------------ | --------------- |
| Скачко Любов Миколаївна     | Селищний голова, 1958 року народження, освіта вища, член Партії регіонів | 26.03.2006   | 31.10.2010      |
| Скачко Любов Миколаївна     | Селищний голова, 1958 року народження, освіта вища, член Партії регіонів | 31.10.2010   | 12.08.2014      |

Примітка: таблиця складена за даними сайту Верховної Ради України

### Депутати
За результатами місцевих виборів 2010 року депутатами ради стали:

#### За суб'єктами висування
| Суб'єкт висування                                       | Кількість обраних депутатів | %    |
| ------------------------------------------------------- | --------------------------- | ---- |
| Партія регіонів                                         | 15                          | 93,8 |
| Політична партія Всеукраїнське об'єднання «Батьківщина» | 1                           | 6,3  |

#### За округами
| № округу                                                | Прізвище, ім'я, по батькові      | Дата визнання обраним | Освіта  | Партійна приналежність                        | Відомості про обраного депутата                           |
| ------------------------------------------------------- | -------------------------------- | --------------------- | ------- | --------------------------------------------- | --------------------------------------------------------- |
| Партія регіонів                                         |                                  |                       |         |                                               |                                                           |
| 1                                                       | Теодорська Віра Іванівна         | 02.11.2010            | вища    | член Партії регіонів                          | СТОВ АФ «Дружба», нормувальник                            |
| 2                                                       | Гаврилова Наталія Семенівна      | 02.11.2010            | середня | член Партії регіонів                          | СТОВ АФ «Дружба», вагівник                                |
| 3                                                       | Олійник Олена Дмитрівна          | 02.11.2010            | вища    | член Партії регіонів                          | СТОВ АФ «Дружба», організатор сільського клубу            |
| 4                                                       | Жварницький Володимир Васильович | 02.11.2010            | вища    | член Партії регіонів                          | СТОВ АФ «Дружба», головний ветеринарний лікар             |
| 5                                                       | Куденко Надія Іванівна           | 02.11.2010            | вища    | член Партії регіонів                          | СТОВ АФ «Дружба», завідувачка ферми                       |
| 6                                                       | Удановіч Валентина Володимирівна | 02.11.2010            | вища    | член Партії регіонів                          | Удачненська амбулаторія, завгосп                          |
| 7                                                       | Безкоровайна Світлана Вікторівна | 02.11.2010            | вища    | член Партії регіонів                          | Удачненська селищна рада, спеціаліст                      |
| 8                                                       | Філоненко Ольга Миколаївна       | 02.11.2010            | вища    | член Партії регіонів                          | СТОВ АФ «Дружба», бухгалтер                               |
| 9                                                       | Волкова Тетяна Миколаївна        | 02.11.2010            | вища    | член Партії регіонів                          | Удачненська селищна рада, рахівник-касир                  |
| 10                                                      | Бородіна Юлія Вікторівна         | 02.11.2010            | вища    | член Партії регіонів                          | Удачненська селищна рада, спеціаліст                      |
| 11                                                      | Барин Неля Миколаївна            | 02.11.2010            | середня | член Партії регіонів                          | Дитячий садок, завгосп                                    |
| 12                                                      | Романенко Валентина Анатоліївна  | 02.11.2010            | вища    | член Партії регіонів                          | Удачненська селищна рада, бухгалтер                       |
| 13                                                      | Патрикац Наталія Миколаївна      | 02.11.2010            | вища    | член Партії регіонів                          | Удачненська селищна рада, секретар                        |
| 14                                                      | Вискребець Алла Олексіївна       | 02.11.2010            | вища    | член Партії регіонів                          | Удачненська загальноосвітня школа, вчитель                |
| 15                                                      | Анікеєв Роман Васильович         | 02.11.2010            | вища    | член Партії регіонів                          | СТОВ АФ «Дружба», начальник дільниці № 1                  |
| Політична партія Всеукраїнське об'єднання «Батьківщина» |                                  |                       |         |                                               |                                                           |
| 16                                                      | Клєтченко Раїса Федорівна        | 02.11.2010            | вища    | член Всеукраїнського об'єднання «Батьківщина» | Удачненський центр культури і дозвілля, художній керівник |